# Mehdi Azim
Pour les articles homonymes, voir Azim.
Mehdi Azim est un footballeur marocain né le 22 novembre 1987. Attaquant, il joue pour le Moghreb de Tetouan, après avoir  évolué aux FAR de Rabat, et à l'Union de Sidi Kacem.

## Carrière
- 2006 - 2007 : Union Sidi Kacem  Maroc
- 2007 - jan. 2012 : FAR de Rabat  Maroc
- depuis jan. 2012 : Moghreb de Tetouan  Maroc

## Palmarès
- Championnat du Maroc : 2012 et 2014